# Pseudocyclosorus pectinatus
Pseudocyclosorus pectinatus là một loài thực vật có mạch trong họ Thelypteridaceae. Loài này được Ching ex Shing miêu tả khoa học đầu tiên năm 1993.